# Campeonato Mundial de Patinaje de Velocidad sobre Hielo de 2026
El CXVII Campeonato Mundial de Patinaje de Velocidad sobre Hielo se celebrará en los Países Bajos del 5 al 8 de marzo de 2026 bajo la organización de la Unión Internacional de Patinaje sobre Hielo (ISU) y la Federación Neerlandesa de Patinaje sobre Hielo.